# Хьюз, Джеймс
Джеймс Рэймонд Хьюз (англ. James Raymond Hughes, род. 1959) — профессор сравнительной политологии Лондонской школы экономики. Научные интересы Дж. Хьюза связаны с политическим насилием и терроризмом, сепаратизмом, национальными и межэтническими конфликтами в бывшем Советском Союзе, на Балканах и в Северной Ирландии.

## Образование
Хьюз изучал политологию и древнюю историю в Королевском университете в Белфасте и получил степень бакалавра (с отличием) первого класса в 1982 году. Он был удостоен двух университетских премий. Впоследствии он был награждён стипендией Департамента образования Северной Ирландии для обучения на степень доктора философии в Лондонской школе экономики (1982-87), и его курировал сначала профессор Питер Реддавей, а затем профессор Доминик Ливен. Во время учёбы в Лондонской школе экономики он изучал русский язык в Школе славянских и восточноевропейских исследований. В 1985–1986 годах он получил стипендию Британского совета и был студентом Московского государственного университета, СССР, где работал в советских архивах.

## Избранные публикации

### Книги
- Hughes, James (1987). Bolsheviks and peasants in Siberia and the end of N.E.P.: a study of the grain crisis of 1927/28 (Ph.D. thesis). London School of Economics. OCLC 940324605.
- Hughes, James. Stalin, Siberia, and the crisis of the New Economic Policy. — Cambridge New York : Cambridge University Press, 1991. — ISBN 9780521380393. Excerpt.
- Hughes, James. Stalinism in a Russian province: a study of collectivization and dekulakization in Siberia. — New York Basingstoke : St. Martin's Press in association with the Centre for Russian and East European Studies, University of Birmingham, 1996. — ISBN 9780333657485.
- Hughes, James. Challenges to democracy: ideas, involvement, and institutions / James Hughes, Keith Dowding, Helen Margetts. — Houndmills, Basingstoke, Hampshire New York : Palgrave, 2001. — ISBN 9780333789827.
- Ethnicity and territory in the former Soviet Union: regions in conflict. — London Portland, Oregon : Frank Cass[англ.], 2002. — ISBN 9780714682105.
- Hughes, James. Europeanization and regionalization in the EU's enlargement to Central and Eastern Europe: the myth of conditionality / James Hughes, Gwendolyn Sasse, Claire E. Gordon. — Houndmills, Basingstoke, Hampshire New York : Palgrave Macmillan, 2004. — ISBN 9781403939876.
- Hughes, James. Chechnya: from nationalism to jihad. — Philadelphia : University of Pennsylvania Press, 2007. — ISBN 9780812240139.
- EU conflict management. — London : Routledge, 2012. — ISBN 9780415814836.[4]

### Статьи в журналах
- Hughes, James (Spring 1994). Capturing the Russian peasantry: Stalinist grain procurement policy and the "Ural-Siberian Method". Slavic Review. 53 (1): 76–103. doi:10.2307/2500326. JSTOR 2500326.
- Hughes, James (2007). Quotas for women in elected legislatures: Do they really empower women? (PDF). Demokratizatsiya: The Journal of Post-Soviet Democratization[англ.]. 15 (3): 293–311. doi:10.3200/DEMO.15.3.293-311.
- Hughes, James (2013). Russia and the secession of Kosovo: power, norms and the failure of multilateralism. Europe-Asia Studies. 65 (5): 992–1016. doi:10.1080/09668136.2013.792448.